# Мохаммади-Фар, Нассер
Нассер Мохаммади-Фар (англ.  Nasser Mohammadi-Far) — иранский военачальник, бригадный генерал.
Командующий сухопутными войсками Вооруженных сил ИРИ с 2001 по 2005 год. Назначен на эту должность указом аятоллы Али Хаменеи 7 февраля 2001 года вместо бригадного генерала Абдол-Али Пуршасба.

## Военная карьера
- командир батальона
- командующий бронетанковой бригадой
- командующий бригадой «Такавар»
- заместитель командующего 88-й бронетанковой дивизии
- командующий 16-й бронетанковой дивизией
- командующий 81-й бронетанковой дивизией
- советник главнокомандующего Армии Ирана

## Публичные заявления

### Об испытаниях ракеты Tow
В феврале 2002 г. генерал Мохаммади-Фар заявил об успешных испытаниях в провинции Исфахан новой ракеты иранского производства «Тоу» («Мощь»). По его словам, «она превосходит по своим техническим характеристикам зарубежные аналоги и обладает значительным радиусом действия». Тем не менее, никаких конкретных данных о типе «Мощи» и её технических характеристиках не сообщалось.